# Nemoria fassli
Nemoria fassli là một loài bướm đêm trong họ Geometridae.